# Elementy z listy reprezentatywnej niematerialnego dziedzictwa kulturowego w krajach arabskich
Poniżej przedstawiono wykaz elementów z listy reprezentatywnej niematerialnego dziedzictwa kulturowego UNESCO w krajach arabskich. Listę uporządkowano w kolejności alfabetycznej według krajów (stan na rok 2020).

## Algieria(7)
|  | Ahellil z regionu Gouara                                                                                   | 2005/2008 |
|  | Obrzędy i rękodzieło związane z tradycjami stroju weselnego w regionie Tilimsan                            | 2005/2008 |
|  | Doroczna pielgrzymka do mauzoleum Abd al-Kadira                                                            | 2013      |
|  | Tradycje związane z imzadem – instrumentem Tuaregow z Algierii, Mali i Nigru – wpis wraz z Mali i Nigrem   | 2013      |
|  | Rytuały i uroczystości Sebbeïba w oazie Dżanat                                                             | 2014      |
|  | Sbuâ – doroczna pielgrzymka do zawiji w Tuacie                                                             | 2015      |
|  | Wiedza, know-how i praktyki dotyczące produkcji i spożycia kuskusu – wpis z Mauretanią, Marokiem i Tunezją | 2020      |

## Arabia Saudyjska(8)
|  | Sokolnictwo – wpis wraz z Austrią, Belgią, Czechami, Hiszpanią, Katarem, Koreą, Maroko, Mongolią, Syrią, Węgrami i Zjednoczonymi Emiratami Arabskimi                                                                  | 2012 |
|  | Arda – taniec, gra na bębnach i poezja | 2015 |
|  | Kawa po arabsku – wpis wraz z Katarem, Omanem i Zjednoczonymi Emiratami Arabskimi | 2015 |
|  | Madżlis – przestrzeń społeczna i kulturowa – wpis wraz z Katarem, Omanem i Zjednoczonymi Emiratami Arabskimi | 2015 |
|  | Mizmar – muzyka i tańce z pałkami | 2016 |
|  | Al-Qatt Al-Asiri – tradycyjna dekoracja ścienna w Asirze | 2017 |
|  | Palma daktylowa, wiedza, umiejętności, tradycje i praktyki – wpis wraz z Bahrajnem, Egiptem, Irakiem, Jordanią, Kuwejtem, Mauretanią, Maroko, Omanem, Palestyną, Sudanem, Tunezją i Zjednoczonymi Emiratami Arabskimi | 2019 |
|  | Tradycyjne tkactwo Al Sadu – wpis wraz z Kuwejtem | 2020 |

## Bahrajn(2)
|  | Palma daktylowa, wiedza, umiejętności, tradycje i praktyki – wpis wraz z Arabią Saudyjską, Egiptem, Irakiem, Jordanią, Kuwejtem, Mauretanią, Maroko, Omanem, Palestyną, Sudanem, Tunezją i Zjednoczonymi Emiratami Arabskimi | 2019 |
|  | Fidżiri | 2021 |

## Egipt(3)
|  | Epos As-Sira al-Hilalijja | 2003/2008 |
|  | Tahteeb, zawody z kijami | 2016      |
|  | Palma daktylowa, wiedza, umiejętności, tradycje i praktyki – wpis wraz z Arabią Saudyjską, Bahrajnem, Irakiem, Jordanią, Kuwejtem, Mauretanią, Maroko, Omanem, Palestyną, Sudanem, Tunezją i Zjednoczonymi Emiratami Arabskimi | 2019      |

## Irak(4)
|  | Irackie maqam | 2003/2008 |
|  | Święto Chidr Elias | 2016      |
|  | Palma daktylowa, wiedza, umiejętności, tradycje i praktyki – wpis wraz z Arabią Saudyjską, Bahrajnem, Egiptem, Jordanią, Kuwejtem, Mauretanią, Maroko, Omanem, Palestyną, Sudanem, Tunezją i Zjednoczonymi Emiratami Arabskimi | 2019      |
|  | Gościnność i usługiwanie podczas odwiedzin Arba'in | 2019      |

## Iran(15)
|  | Święto Novruz (Nowrouz, Nooruz, Navruz, Nauroz, Nevruz) – święto Nowego Roku i nadejścia wiosny – wpis wraz z Azerbejdżanem, Indiami, Kirgistanem, Uzbekistanem, Pakistanem i Turcją | 2009 |
|  | Tradycja muzyczna radif | 2009 |
|  | Muzyka bachszów z regionu Chorasan | 2010 |
|  | Rytuały Pahlevani i Zoorkhanei | 2010 |
|  | Rytualna sztuka dramatyczna Ta‘zīye | 2010 |
|  | Tradycja tkania dywanów z Farsu | 2010 |
|  | Tradycyjna sztuka tkania dywanów z Kaszanu | 2010 |
|  | Obrzędy Ghāliszujān w Maszhād-e Ardehāl w Kaszanie | 2012 |
|  | Kultura pieczenia i dzielenia się chlebem: lawaszem, katyrmą, jupką, jufką – wpis wraz z Azerbejdżanem, Kazachstanem, Kirgistanem i Turcją                                           | 2016 |
|  | Sztuka wytwarzania i gry na kemancze – wpis wraz z Azerbejdżanem | 2017 |
|  | Chogān – gra rozgrywana konno przy muzyce i opowiadaniach | 2017 |
|  | Dolmades – przygotowywanie i dzielenie się tradycją, wyznacznik tożsamości kulturowej – wpis wraz z Azerbejdżanem                                                                    | 2017 |
|  | Tradycyjne umiejętności wytwarzania i gry na dotārze | 2019 |
|  | Sztuka miniatury – wpis wraz z Azerbejdżanem, Turcją i Uzbeskistanem | 2020 |
|  | Pielgrzymka do klasztoru św. Judy Tadeusza Apostoła – wpis wraz z Armenią | 2020 |

## Jemen(1)
|  | Pieśni z Sany | 2003/2008 |

## Jordania(3)
|  | Przestrzeń kulturowa plemion beduińskich w Petrze i Wadi Rum | 2005/2008 |
|  | As-Samer w Jordanii | 2018      |
|  | Palma daktylowa, wiedza, umiejętności, tradycje i praktyki – wpis wraz z Arabią Saudyjską, Bahrajnem, Egiptem, Irakiem, Kuwejtem, Mauretanią, Maroko, Omanem, Palestyną, Sudanem, Tunezją i Zjednoczonymi Emiratami Arabskimi | 2019      |

## Katar(3)
|  | Sokolnictwo – wpis wraz z Arabią Saudyjską, Austrią, Belgią, Czechami, Hiszpanią, Koreą, Maroko, Mongolią, Syrią, Węgrami i Zjednoczonymi Emiratami Arabskimi | 2012 |
|  | Kawa po arabsku – wpis wraz z Arabią Saudyjską, Omanem i Zjednoczonymi Emiratami Arabskimi                                                                    | 2015 |
|  | Madżlis – przestrzeń społeczna i kulturowa – wpis wraz z Arabią Saudyjską, Omanem i Zjednoczonymi Emiratami Arabskimi                                         | 2015 |

## Kuwejt(2)
|  | Palma daktylowa, wiedza, umiejętności, tradycje i praktyki – wpis wraz z Arabią Saudyjską, Bahrajnem, Egiptem, Irakiem, Kuwejtem, Mauretanią, Maroko, Omanem, Palestyną, Sudanem, Tunezją i Zjednoczonymi Emiratami Arabskimi | 2019 |
|  | Tradycyjne tkactwo Al Sadu – wpis wraz z Arabią Saudyjską | 2020 |

## Liban(2)
|  | Al-Zajal – poezja recytowana lub śpiewana              | 2014 |
|  | Al-Man’ouché, symboliczna praktyka kulinarna w Libanie | 2023 |

## Mauretania(2)
|  | Palma daktylowa, wiedza, umiejętności, tradycje i praktyki – wpis wraz z Arabią Saudyjską, Bahrajnem, Egiptem, Irakiem, Jordanią, Kuwejtem, Maroko, Omanem, Palestyną, Sudanem, Tunezją i Zjednoczonymi Emiratami Arabskimi | 2019 |
|  | Wiedza, know-how i praktyki dotyczące produkcji i spożycia kuskusu – wpis z Algerią, Marokiem i Tunezją | 2020 |

## Maroko(9)
|  | Przestrzeń kulturowa placu Dżami al-Fana | 2001/2008 |
|  | Festiwal moussem z okolic Tantan | 2005/2008 |
|  | Dieta śródziemnomorska – wpis wraz z Chorwacją, Cyprem, Hiszpanią, Grecją, Portugalią i Włochami | 2010      |
|  | Sokolnictwo – wpis wraz z Arabią Saudyjską, Austrią, Belgią, Czechami, Hiszpanią, Katarem, Koreą, Mongolią, Syrią, Węgrami i Zjednoczonymi Emiratami Arabskimi                                                                  | 2012      |
|  | Święto wiśni w Sefrou | 2012      |
|  | Argania – know-how i praktyka związana z arganią żelazną | 2014      |
|  | Palma daktylowa, wiedza, umiejętności, tradycje i praktyki – wpis wraz z Arabią Saudyjską, Bahrajnem, Egiptem, Irakiem, Jordanią, Kuwejtem, Mauretanią, Omanem, Palestyną, Sudanem, Tunezją i Zjednoczonymi Emiratami Arabskimi | 2019      |
|  | Gnawa | 2019      |
|  | Wiedza, know-how i praktyki dotyczące produkcji i spożycia kuskusu – wpis z Algerią, Mauretanią i Tunezją | 2020      |

## Oman(10)
|  | Muzyka i taniec Al-Bar’ah z omańskich dolin Dhofari | 2010 |
|  | Al’azi – poezja śpiewana i związane z nią zwyczaje | 2012 |
|  | Al-Taghrooda – tradycyjna beduińska poezja śpiewana – wpis wraz Zjednoczonymi Emiratami Arabskimi | 2012 |
|  | Al-Ajjala – tradycyjne występy – wpis wraz z Zjednoczonymi Emiratami Arabskimi | 2014 |
|  | Al-Razfa – tradycyjne występy – wpis wraz z Zjednoczonymi Emiratami Arabskimi | 2015 |
|  | Kawa po arabsku – wpis wraz z Arabią Saudyjską, Katarem i Zjednoczonymi Emiratami Arabskimi | 2015 |
|  | Madżlis – przestrzeń społeczna i kulturowa – wpis wraz z Arabią Saudyjską, Katarem i Zjednoczonymi Emiratami Arabskimi | 2015 |
|  | Ardhah koni i wielbłądów | 2018 |
|  | Palma daktylowa, wiedza, umiejętności, tradycje i praktyki – wpis wraz z Arabią Saudyjską, Bahrajnem, Egiptem, Irakiem, Jordanią, Kuwejtem, Mauretanią, Maroko, Palestyną, Sudanem, Tunezją i Zjednoczonymi Emiratami Arabskimi | 2019 |
|  | Wyścigi wielbłądów, praktyka społeczna i odświętne dziedzictwo związane z wielbłądami – wpis wraz ze Zjednoczonymi Emiratami Arabskimi                                                                                          | 2020 |

## Palestyna(2)
|  | Palestyńskie "Hikaye" | 2005/2008 |
|  | Palma daktylowa, wiedza, umiejętności, tradycje i praktyki – wpis wraz z Arabią Saudyjską, Bahrajnem, Egiptem, Irakiem, Jordanią, Kuwejtem, Mauretanią, Maroko, Omanem, Sudanem, Tunezją i Zjednoczonymi Emiratami Arabskimi | 2019      |

## Syria(2)
|  | Sokolnictwo – wpis wraz z Arabią Saudyjską, Austrią, Belgią, Czechami, Hiszpanią, Katarem, Koreą, Maroko, Mongolią, Węgrami i Zjednoczonymi Emiratami Arabskimi | 2012 |
|  | Praktyki i rzemiosło związane z różą damasceńską w Al-Mrah | 2019 |

## Tunezja(4)
|  | Umiejętności garncarstwa kobiet z Sejnane | 2018 |
|  | Palma daktylowa, wiedza, umiejętności, tradycje i praktyki – wpis wraz z Arabią Saudyjską, Bahrajnem, Egiptem, Irakiem, Jordanią, Kuwejtem, Mauretanią, Maroko, Omanem, Palestyną, Sudanem i Zjednoczonymi Emiratami Arabskimi | 2019 |
|  | Łowienie ryb techniką charfia na wyspach Dżuzur Karkana | 2020 |
|  | Wiedza, know-how i praktyki dotyczące produkcji i spożycia kuskusu – wpis z Algerią, Mauretanią i Marokiem | 2020 |

## Zjednoczone Emiraty Arabskie(8)
|  | Al-Taghrooda – tradycyjna beduińska poezja śpiewana – wpis wraz z Omanem | 2012 |
|  | Sokolnictwo – wpis wraz z Arabią Saudyjską, Austrią, Belgią, Czechami, Hiszpanią, Katarem, Koreą, Maroko, Mongolią, Syrią i Węgrami                                                                  | 2012 |
|  | Al-Ajjala – tradycyjne występy – wpis wraz z Omanem | 2014 |
|  | Al-Razfa – tradycyjne występy – wpis wraz z Omanem | 2015 |
|  | Kawa po arabsku – wpis wraz z Arabią Saudyjską, Katarem i Omanem | 2015 |
|  | Madżlis – przestrzeń społeczna i kulturowa – wpis wraz z Arabią Saudyjską, Katarem i Omanem | 2015 |
|  | Palma daktylowa, wiedza, umiejętności, tradycje i praktyki – wpis wraz z Arabią Saudyjską, Bahrajnem, Egiptem, Irakiem, Jordanią, Kuwejtem, Mauretanią, Maroko, Omanem, Palestyną, Sudanem i Tunezją | 2019 |
|  | Afladż – tradycyjny system irygacyjny w Zjednoycznych Emiratach Arabskich, tradycje ustne, wiedza i umiejętności związane z jego konstrukcją, utrzymaniem i sprawiedliwą dystrybucją wody            | 2020 |
|  | Wyścigi wielbłądów, praktyka społeczna i odświętne dziedzictwo związane z wielbłądami – wpis wraz z Omanem                                                                                           | 2020 |